# 释心觉
梁加升（1900年1月5日—1969年1月27日），法名釋心覺，字拓荒、少滄，筆名霜梧，是一位出身臺南的反殖民運動者、白色恐怖受難者及比丘。

## 生平

### 社會運動
1900年1月5日（農曆1899年12月5日），梁加升出生於臺南州臺南市寶町。小學畢業後，他前往廈門同文書院就讀，後又入早稻田大學經濟科。畢業後，梁加升返鄉投入殖民地民權運動，先後加入臺灣文化協會及臺灣民眾黨等團體。
此後，梁加升曾被臺灣文化協會派任募集「臺灣議會設置請願運動」請願書，並兼任各地運動聯絡員；他經常遊走於警察的視線之間，因而常易容為士紳、菜販、工人、土地測量員等，並僅隨身攜帶箱籠以存放請願書。
1927年8月7日，臺灣民眾黨臺南支部正式成立，梁加升參與輔導勞工大眾成立臺灣工友總聯盟臺南區分支；該聯盟分支下設機械、木材、土水（泥水匠）、印刷、店員、理髮、線香、臺南勞工會、安平勞工會等工友會，會員總計二千多人。此外，梁加升也曾任臺灣民眾黨臺南支部書記及臺灣工友總聯盟臺南區主席。
1928年，高雄淺野水泥公司發生勞資糾紛，臺籍工人群情激憤；梁加升因此被指派為罷工團副團長兼糾察隊長，並於當年4月初參與抗爭。同年5月31日，臺灣總督府以梁加升違反《暴力行為取締法》下令予以拘捕，並於事後蓄意拖延審判時程。10月7日，臺灣民眾黨召開中央執行委員會，並經討論表決通過《政治經濟勞農委員會章程》，又選出委員，梁加升被推選為「勞農委員會」委員。經同志積極營救並買通且委請律師團，梁加升終於同年12月27日經獲判三審無罪；當時，他一直被羈押在臺南看守所。
獲釋後，梁加升更加積極參與臺灣民眾黨臺南支部黨務工作；他曾主辦多場講演會，也曾擔任辯士（講演者），其所曾參與講演會有「反對普度講演會」、「第六次議員改選批評政談講演會」（講題「官選的地方自治與工人」）、「1931年五一節紀念大講演會」（演題「由○○得來的勝利才是真正的勝利」）等。
1930年6月12日，梁加升的父親過世。1930年10月，林秋梧於臺南創辦中、日文旬刊雜誌《赤道報》，梁加升同林占鰲、莊松林、盧丙丁、林宣鰲、趙櫪馬與陳天順等赤崁勞動青年會會員（臺灣民眾黨外圍組織）擔任編輯及發行等事務。
1931年2月18日，臺灣民眾黨召開第四次黨員大會，梁加升被選為臺灣民眾黨中央執行委員；隨即，臺北警察署長現身會場，並交與黨內重要人物陳其昌「結社禁止命令」，聲明臺灣民眾黨已被取締並應立即解散集會，同時將蔣渭水、陳其昌、許胡、盧丙丁、梁加升等16人逮捕移送警察局拘押，又於隔日將其釋放。
1932年3月，梁加升入《臺灣新民報》報社任職。
七七事變後，梁加升辭去報社職務，隨後前往廈門，於福建、廣東、澳門等地從事商業活動，又出任旅粵臺灣同鄉會理事長，同時協助國民政府及抗日人士傳送情報。
1939年，梁加升帶領家人旅居香港。
1943年，梁加升以兒子梁南坤名義創立南大洋行香港支店。
終戰後，梁加升積極協助被日本政府徵召的臺籍軍伕及護士自中國大陸返回臺灣；1945年11月29日，他乘昌明輪前往澳門交涉船隻安排事務，後於回程時在珠江口因船隻觸及日軍水雷引爆沉沒，於海面漂流多時，終被來自龍穴島的漁民救起。此後，梁加升因此際遇開始信仰佛教，並擔任中國佛教會臺灣省分會常務理事；此前，他曾受多位虔信基督教的同志影響而一度打算成為牧師，但也曾為開元寺的檀越。

### 戰後生活
國民政府接收臺灣後，梁加升隨即加入中國國民黨，並當選該黨首屆執行委員。1950年，梁加升參選臺南市第一屆市議員並落選。1952年6月2日，中華民國紅十字會臺灣省分會臺南市支會正式成立，梁加升隨即被指任為該會常務理事，並任主任幹事職務。
1954年9月21日至1956年9月20日間，梁加升曾出任臺南市東區勝利國民學校第三屆家長會長。
1955年，梁加升的兒子梁培鍈（梁培瑛）捲入白色恐怖案件，遭臺灣省保安司令部逮捕，並於同年8月31日槍決於臺北三張犁。同年11月，梁加升於高雄縣大崗山超峰寺禮請住持釋開照為其剃度，法名心覺，復寄予家中妻兒書信闡明出家原由。同月22日，釋心覺前往臺中寶覺寺受戒。
1958年，釋心覺於大崗山創設靜心覺苑，並在當地栽種臘梅千株。1959年，釋心覺將靜心覺苑奉獻與超峰寺。
1960年，釋心覺在親人幫助下於臺南縣永康鄉創設小東山妙心寺。
1963年，釋心覺受政府表揚為「抗日志士」。
1968年11月，妙心寺大雄寶殿接近完工，並舉辦大雄寶殿落成佛陀聖像開光暨釋心覺陞座大典。
1969年1月27日，釋心覺圓寂。